# Arcos de la Polvorosa
Arcos de la Polvorosa település Spanyolországban,  Zamora tartományban. Arcos de la Polvorosa Milles de la Polvorosa, Santa Cristina de la Polvorosa, Benavente, Santa Colomba de las Monjas, Barcial del Barco és Villaveza del Agua községekkel határos. Lakosainak száma 216 fő (2024).

## Népesség
A település lakosságának változását az alábbi diagram mutatja:
| Lakosok száma | 291  | 280  | 269  | 265  | 259  | 253  | 236  | 221  | 220  | 216  |
|               | 2001 | 2004 | 2007 | 2009 | 2012 | 2014 | 2017 | 2019 | 2022 | 2024 |